# Neveklovice
Neveklovice (en allemand : Neweklowitz) est une commune du district de Mladá Boleslav, dans la région de Bohême-Centrale, en République tchèque. Sa population s'élevait à 67 habitants en 2020.

## Géographie
Neveklovice se trouve à 5 km à l'ouest-nord-ouest de Mnichovo Hradiště, à 18 km au nord-nord-est de Mladá Boleslav et à 65 km au nord-est de Prague.
La commune est limitée par Strážiště au nord, par Chocnějovice à l'est, par Mohelnice nad Jizerou au sud-est, par Jivina au sud, et par Mukařov à l'ouest.

## Histoire
La première mention écrite de la localité date de 1400.

## Transports
Par la route, Neveklovice se trouve à 7,5 km de Mnichovo Hradiště, à 25 km de Mladá Boleslav et à 81 km du centre de Prague.